# Ernst-Georg Niemann
Ernst-Georg Niemann (* 19. Mai 1928 in Hameln; † 1. Juli 2012 in Garbsen) war ein deutscher Biophysiker.

## Leben
Niemann legte 1946 die Abiturprüfung ab und studierte danach allgemeine Physik an der Technischen Universität Hannover. Im Anschluss war er bis 1960 Doktorand am Institut für allgemeine Botanik. 1969 wurde er habilitiert. Von 1970 bis zu seiner Pensionierung 1992 war er stellvertretender Leiter des Institutes für Biophysik, von 1985 bis 1992 auch Leiter des niedersächsischen Instituts für Radioökologie.

## Schriften
- Wirkungen eines künstlichen 90Sr-Fallout auf Pflanzen. Dissertation TH Hannover, 1960.
- Impulsphotolyse und Impulsradiolyse in der strahlenbiologischen Forschung. 1969.
- Strahlenbelastung von Nutzpflanzen. 1979, zusammen mit Janö Bors und István Fendrik.